# 3631 Sigyn
3631 Sigyn (1987 BV1) là một tiểu hành tinh vành đai chính được phát hiện ngày 25 tháng 1 năm 1987 bởi E. W. Elst ở La Silla.